# Langobardi

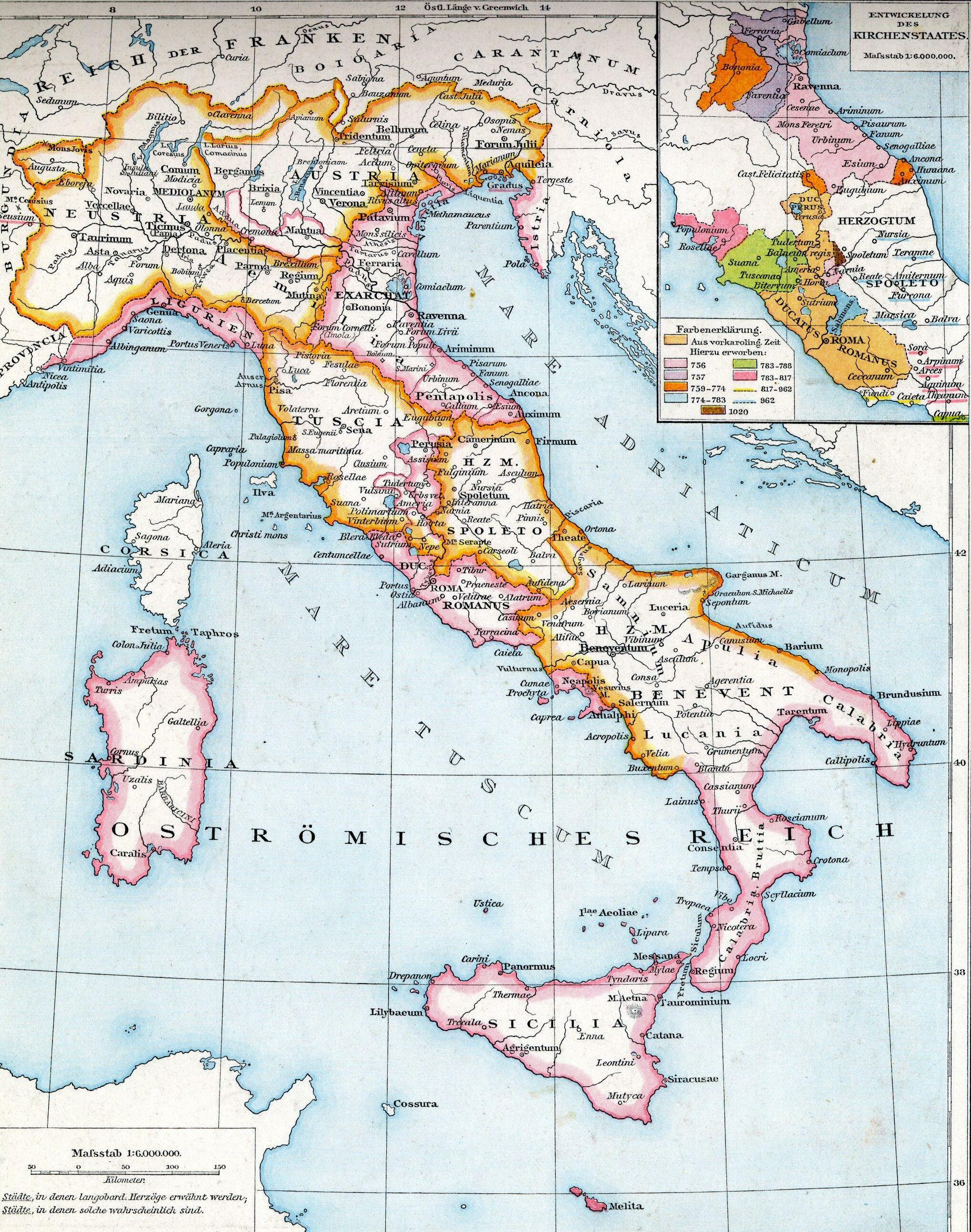
Langobardské državy v Itálii: Langobardská království (Neustria, Austria s Tuscia) a langobardská vévodství Spoleto a Benevento

Langobardi (latinsky Langobardi) byli příslušníci germánských kmenů, kteří mezi lety 568 až 774 vládli většině Apeninského poloostrova, kde založili Langobardské království.
Langobardský historik Paulus Diaconus sepsal dílo Historia Langobardorum, kde se píše, že Langobardi pocházeli z menšího kmene zvaného Winnilové, který žil v jižní Skandinávii (Scadanan), než se přesunul za účelem hledání nových míst. V 1. století našeho letopočtu tvořili součást Svébů v dnešním severozápadním Německu, konkrétně v okolí dolního toku Labe. Do konce 5. století se přesunuli do oblasti zhruba dnešního moderního Rakouska a Slovenska severně od Dunaje, kde si podmanili Heruly a později vedli časté boje s Gepidy. Langobardský král Audoin porazil vůdce Gepidů Thurisinda v letech 551 nebo 552 a jeho nástupce Alboin Gepidy nakonec v roce 567 porazil definitivně.
Po tomto vítězství se Alboin rozhodl odvést své lidi na území Itálie, která byla po dlouhé gótské válce (535–554) mezi byzantskou říší a ostrogótským královstvím vylidněná a devastovaná. Na rozdíl od Gótů a Vandalů Langobardi opustili Skandinávii tak, že postupovali na jih přes dnešní Německo, Rakousko a Slovinsko a germánská území opustili jen několik desetiletí předtím, než Itálie dosáhli. Do doby než napadli území Itálie tedy zůstali převážně germánským kmenem. K Langobardům se přidaly četné počty Sasů, Herulů, Gepidů, Prabulharů, Durynků a Ostrogótů a jejich invaze do Itálie byla téměř nerušená. Koncem roku 569 již měli dobytou celou severní Itálii a hlavní města severně od řeky Pád, s výjimkou Pavie, která padla v roce 572. Zároveň byla obsazena oblast střední a jižní Itálie. V severní a střední Itálii vzniklo Langobardské království, později pojmenované Regnum Italicum (“království Itálie”), které dosáhlo vrcholu v první polovině 8. století za vlády krále Liutpranda. V roce 774 si království podmanil franský král Karel Veliký a začlenil ho do své říše. Langobardští šlechtici však nadále vládli jižním částem italského poloostrova až do 11. století, než jejich území dobyli Normané a začlenili se do svého sicilského hrabství. V tomto období byla jižní část Itálie stále pod langobardskou nadvládou cizincům známa v severských runových kamenech pod názvem Langbarðaland (Země Langobardů). Jejich odkaz je patrný také v regionálním názvu Lombardie na severu Itálie.

## Migrace

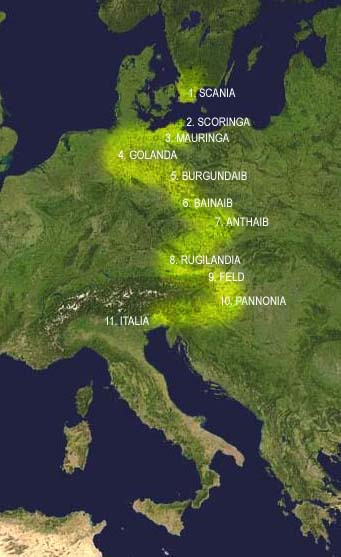
Migrace ze Skandinávie

Přítomnost Langobardů v jižní Skandinávii je historiky obecně přijímána, ovšem není archeologicky zatím jednoznačně potvrzena. V 1. století n. l. se toto etnikum nacházelo v oblasti dnešního dolního Polabí a přilehlém pobřeží Baltského moře. Kolem přelomu 4. a 5. století opustili Langobardi původní sídla v Polabí a vytáhli na jih. Jejich cesta vedla přes Čechy a Moravu (a možná i Slezsko) do rakouského Podunají, tzv. Rugilandu, kde dříve pobývali germánští Rugiové. Přítomnost Langobardů je zde doložena po roce 488. Pobývali tu po několik generací a pozvolna rozšiřovali ovládanou oblast. V prvních desetiletích 6. století vytlačili z jižní Moravy Heruly a obsadili celou západní část Karpatské kotliny, odkud odešli v 70. letech 5. století Ostrogóti. Langobardské državy se rozšiřovaly dále na východ až do bezprostředního sousedství sídel dalšího germánského etnika, Gepidů.

Langobardské území ve středním Podunají v roce 526 (S. Srkulja: Hrvatska povijest u devetnaest karata, 1937)

S šířící se expanzí národa začalo docházet ke konfliktům, které se Langobardi pokusili vyřešit spojenectvím s nově příchozími kočovnými Avary. Přestože Langobardi porazili nakonec Gepidy v podstatě sami, získali Avaři obrovskou kořist, a to včetně území, na kterém Gepidi dosud pobývali. Bezprostřední sousedství nomádů přestalo usedlým Langobardům brzy vyhovovat. Proto roku 568 odtáhli do severní Itálie. Dle pohřebiště nalezeného roku 2010 na území Kyjova se ale soudí, že část z nich ve střední Evropě zůstala.

## Království Langobardů

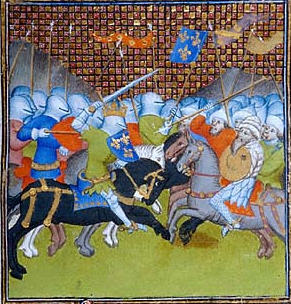
Merovejský král Chlotar II. v boji s Langobardy

Po svém příchodu do Itálie ovládli Langobardi brzy celý sever a střed poloostrova, který teprve nedávno dobyli na Ostrogótech Byzantinci. Langobardi byli zemědělci a jejich etnikum bylo mnohem početnější než Ostrogóti, což se brzy projevilo rozvojem zemědělství. Zakrátko začala být obdělávána všechna půda, která zpustla v posledních letech západořímského císařství. Důsledkem byl růst velkého pozemkového majetku a uvádění dosud svobodných germánských rolníků do závislosti na majitelích pozemků.
Na dobytém území se konstituovala langobardská říše v čele s králem, který sídlil v Pávii. Svoji moc však neuplatňoval důsledně, a tak se langobardské království stalo konglomerátem 36 vévodství, z nichž si některá – například Spoleto či Benevento – počínala velmi samostatně.
Zbylé byzantské državy, tj. Benátky s okolím, Pentapolis, Apulie a Kalábrie, byly roztroušené a vklíněné mezi langobardská území. Postupem času se u některých držav, především u Benátek, papežské kurie, začaly projevovat tendence k osamostatnění. Kromě toho se Langobardi snažili ovládané území dále rozšířit. Roku 751 dobyli Ravennu a začali ohrožovat papežský Řím. Papež požádal o pomoc franského krále Pipina III., který dvěma výpravami v letech 754 a 756 langobardskou expanzi zastavil. Roku 774 dobyl jeho nástupce Karel Veliký říši Langobardů, začlenil její území do franské říše a nechal se korunovat langobardským králem. Později, v roce 781, zde vytvořil dílčí italské království.

## Dědictví
Italské království se později stalo součástí Svaté říše římské. Každý v Německu řádně zvolený král se mohl nechat korunovat proslulou železnou korunou langobardských králů na krále italského. Roku 1355 se jím stal také Karel IV. Severní Itálie se začala ve středověku nazývat Lombardií, zemí Langobardů (lat. Langobardia).

## Galerie

knížectví Benevento v 8. století
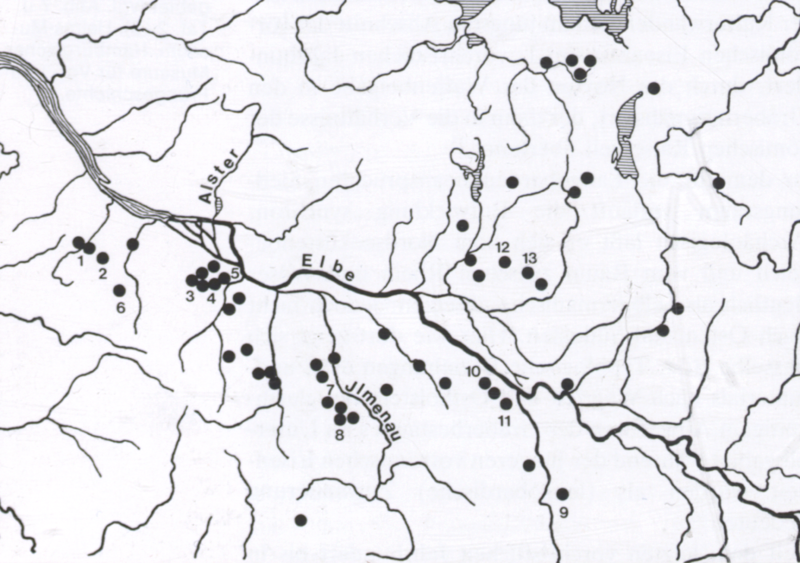
Langobardská pohřebiště na německém dolním Labi, 1. st. př. n. l. – 3. st. n. l. (W. Wegewitz: Das langobardische Brandgräberfeld von Putensen, 1964)